# Planetarium i Obserwatorium Astronomiczne w Łodzi
Planetarium i Obserwatorium Astronomiczne im. Arego Sternfelda w Łodzi – planetarium i obserwatorium astronomiczne przy ulicy Pomorskiej 16 w Łodzi, założone 1 września 1984 roku.
Celem placówki jest poszerzanie wiedzy uczniów szkół podstawowych, gimnazjalnych i średnich. Do tego celu wykorzystywane są urządzenia, w jakie wyposażona jest placówka (komputery, teleskopy, zegary wzorcowe, inne nowoczesne narzędzia dydaktyczne). W obserwatorium prowadzone są prace badawcze. Głównymi tematami są obserwacje zakryciowe, meteorowe oraz aktywności słonecznej.
Kopuła w łódzkim planetarium ma średnicę 6 m. W seansach może uczestniczyć 32 widzów.
W 1989 powstał Społeczny Komitet Rozbudowy i Modernizacji Planetarium. W 1991 roku Komitet powołał Fundację Omega na rzecz rozbudowy Planetarium, która nastąpiła w latach 1997/1998. 17 kwietnia 2002 Rada Miejska w Łodzi nadała placówce imię Arego Sternfelda, łódzkiego pioniera obliczeń dróg lotów sztucznych satelitów Ziemi.
Łódzkie Planetarium prowadzi Wydział Edukacji i Kultury Fizycznej Urzędu Miasta Łodzi, przy pomocy Kuratorium Oświaty.